# Blood: The Last Vampire
Blood: The Last Vampire is een Japanse animefilm uit 2000. De film is geproduceerd door Production I.G en Aniplex en geregisseerd door Hiroyuki Kitakubo.

## Synopsis
Japan 1966. Saya maakt deel uit van een geheim team dat demonen vermoord. Ze wordt undercover gestuurd als een student aan Yokota Air Base in Fussa-shi, Tokyo, vlak voor Halloween. Daar ontdekt ze dat twee van haar klasgenoten vampiers in vermomming zijn. Haar collega's ontdekken op dat moment dat een café-uitbater in het lokale hoerendisctrict ook een vampier blijkt te zijn. Een spectaculair gevecht breekt los.

## Stemmencast
| Acteur           | Personage                    |
| ---------------- | ---------------------------- |
| Yûki Kudô        | Saya                         |
| Joe Romersa      | David                        |
| Saemi Nakamura   | Zuster Makiho Caroline Amano |
| Rebecca Forstadt | Sharon                       |
| Stuart Robinson  | Louis                        |
| Akira Koieyama   | Mama                         |
| Tom Fahn         | Leraar                       |
| Paul Carr        | Schoolhoofd                  |

## Vervolg
De film kreeg een vervolg in de vorm van een 50 afleveringen tellende animeserie, Blood+. Deze speelt zich tientallen jaren af na de gebeurtenissen in Blood: The Last Vampire.

## Remake
Een Engelstalige real-life remake van deze film verscheen in 2009 onder dezelfde titel.